# Virtua Fighter 2
Virtua Fighter 2 (バーチャファイター2?, Bācha Faitā Tsū) è il secondo gioco della popolare serie di videogiochi picchiaduro Virtua Fighter prodotta da SEGA. Fu creato da Yu Suzuki e uscì nelle sale giochi nel 1994. Successivamente furono fatti dei porting per Sega Saturn e Sega Mega Drive nel 1996 e Microsoft Windows nel 1998. Siccome il Sega Mega Drive non riusciva a gestire la grafica in 3D della versione per sale giochi, il gioco fu modificato e divenne un picchiaduro 2D. Virtua Fighter 2 è uscito anche per PlayStation 2 nel 2004 in Giappone come parte della serie di Sega Ages 2500 e nel novembre 2012 come gioco scaricabile per le reti Xbox Live Arcade e Playstation Network.
Il gioco viene ricordato per l'incredibile utilizzo di grafica a quel tempo rivoluzionaria. Virtua Figher 2 utilizza la scheda Model 2 per poter girare a 60 frame al secondo, in alta risoluzione e senza rallentamenti. La versione per la console Sega Saturn era altrettanto impressionante, soprattutto considerate le difficoltà tecniche del sistema per lo sviluppo dei giochi 3D. In tutto il mondo (ma soprattutto in Giappone) il gioco ebbe un incredibile successo e ne furono vendute numerose copie.
La grandezza dell'arena può essere regolata fino agli 82 metri (una dimensione davvero enorme), anche la barra della salute può essere personalizzata fino a diventare infinita (il che dà un certo vantaggio per battere i nemici nel gioco).

## Trama
Virtua Fighter 2 è incentrato su un torneo di combattimento, in cui i più grandi lottatori del mondo cercano di competere per ottenere fama e gloria. Tuttavia, il torneo è organizzato dal sinistro sindacato "J6", che intende utilizzare le informazioni raccolte per perfezionare il suo cyborg da combattimento "Dural" (il boss del gioco, che utilizza un set di mosse composto da mosse di altri personaggi).

## Nuovi personaggi
- Lion Rafale, francese, di Parigi, figlio del proprietario della Rafale Company, una delle più grosse imprese produttrici di armi.

Esperto di Tohoroken (nome giapponese che identifica lo stile della mantide nel kung-fu)
- Shun-Di Gran maestro Suiken, a quanto pare il maestro di Lau Chan

Shun-Di e Lion Rafale non sono presenti nella versione per Mega Drive

## Personaggi riconfermati
- Akira Yuki
- Jacky Bryant
- Jeffry McWild
- Kage-Maru
- Lau Chan
- Pai Chan
- Sarah Bryant
- Wolf Hawkfield
- Dural

## Voci

### Doppiaggio in giapponese
- Shinichiro Miki: Akira Yuki
- Junko Iwao: Pai Chan
- Takenobu Mitsuyoshi: Kage-Maru
- Shigeru Chiba: Lau Chan
- Hitoshi Takagi: Shun Di

### Doppiaggio in inglese
- Michael Granberry: Jacky Bryant
- Lynn Harris: Sarah Bryant
- Amy Tipton: Pai Chan